# Эстадос
Эста́дос (исп. Isla de los Estados) — остров в архипелаге Огненная Земля, к востоку от главного острова. Принадлежит Аргентине. Площадь — 534 км². Острова Эстадос и Огненная Земля разделяет пролив Ле-Мер.

## История
Открыт 25 декабря 1615 года голландскими мореплавателями Лемером и Схаутеном и назван Землёй Штатов. Первооткрыватели сочли его северной оконечностью Неведомой Южной земли.

## География и климат
Горист, береговая линия сильно изрезанна. Протяжённость с запада на восток 63 км, ширина 4—8 км. Имеется ряд озёр ледникового происхождения.

## В литературе
На Эстадосе развёртывается действие романа Ж. Верна «Маяк на краю света», причём автор весьма неточно описал климат острова. В реальности зима там мягкая, снежный покров неустойчив. Льды зимой около острова встречаются очень редко. Летом остров полностью покрыт зеленью, несмотря на близость к Антарктике. В защищённых от ветров местах встречаются леса из южного бука.  Зимой температура около 0 °C, летом — 12—15 °C.